# Январь 2011 года

Список событий января 2011 года.

## События
- 1 января
  - В египетском городе Александрия произошёл террористический акт. Погибли 23 человека, 97 пострадали[1].
  - Пожар на борту самолёта Ту-154 в аэропорту Сургута. Погибли 3 человека, 43 пострадали[2].
  - Мишлин Кальми-Рей вступила в должность президента Швейцарии[3].
  - Президент Бразилии Дилма Русеф официально приступила к исполнению своих обязанностей[4].
  - Эстония вступила в зону евро, став 17-м членом еврозоны[5].
  - Специальные муниципалитеты Нидерландов: Бонайре, Синт-Эстатиус и Саба (Карибские Нидерланды) перешли с антильского гульдена на доллар США[6].
  - Литва стала государством-председателем ОБСЕ[7].
  - На предстоящие полгода Венгрия вступила в права председателя Европейского союза[8].
- 2 января
  - В Чили произошло землетрясение магнитудой 6,5. Жертв и разрушений нет[9].
- 3 января
  - Арнольд Шварценеггер оставил пост губернатора штата Калифорния (США)[10].
  - По состоянию на 3 января, в Кот-д'Ивуаре продолжается политический кризис. Погибло уже более 200 человек[11].
- 4 января
  - Частное солнечное затмение наблюдалось в Европе, Северной Африке, Средней Азии и на Ближнем Востоке[12].
  - В Исламабаде собственным охранником Мумтазом Кадри застрелен губернатор крупнейшей пакистанской провинции Пенджаб Салман Тасир. В стране объявлен трёхдневный траур[13].
- 5 января
  - В «Британском медицинском журнале» опубликованы две статьи, доказывающие, что исследования бывшего доктора и учёного Эндрю Уэйкфилда о связи аутизма и прививок являются мошенничеством[14].
- 6 января
  - Во всех населённых пунктах Подмосковья восстановлено электроснабжение[15].
- 7 января
  - 8 человек погибли в результате вооружённого нападения в Гондурасе[16].
  - В Катаре стартовал 15-й Кубок Азии по футболу[17].
- 8 января
  - В городе Тусон (Аризона, США) во время встречи с избирателями совершено покушение на члена Палаты представителей США от этого штата Габриэль Гиффордс, которая с тяжёлым сквозным ранением головы доставлена в госпиталь; во время покушения погибли 6 человек, в том числе один её сотрудник, федеральный судья Джон Ролл и 9-летняя девочка; ранены от 14 до 19 человек[18], включая Г. Гиффордс[19][20].
  - Чили признало независимость Палестины[21].
  - Россия ратифицировала соглашение с Японией по мирному использованию атомной энергии[22].
  - ЕС готовит санкции по отношению к Белоруссии[23].
- 9 января
  - В Иране разбился самолёт Boeing 727 с 105 пассажирами на борту[24]. 28 человек выжили.
  - Сомалийские власти запретили футбол, мотивируя своё решение разрушением ислама этим христианским видом спорта[25].
  - В Южном Судане стартовал шестидневный референдум об отделении региона от Судана[26].
- 10 января
  - Премьер-министр Турции Реджеп Тайип Эрдоган распорядился снести памятник символизирующий дружбу между Арменией и Турцией расположенный в городе Карсе[27].
  - В Бангладеш несколько тысяч инвесторов устроили уличные беспорядки в Дакке в знак протеста против очередного обвала на фондовой бирже, основной индекс фондовой биржи упал на 9,25 % в течение часа, это рекордный обвал за 55 лет торгов[28].
- 11 января
  - Власти Австралии начали эвакуацию столицы штата Квинсленд города Брисбена, из-за мощного наводнения[29].
  - Китай провёл первые испытания истребителя-невидимки собственного производства[30].
  - В Армении обнаружена древнейшая винодельня, действовавшая приблизительно в 4000 году до нашей эры[31].
- 12 января
  - Правительство Туниса ввело в столицу страны войска в связи с продолжающимися несколько дней акциями протеста и столкновениями демонстрантов с полицией[32].
  - По итогам дискуссии во время заседания комитета по иностранным делам Европарламента депутаты осудили репрессии в Белоруссии и порекомендовали руководству ЕС ввести санкции против официального Минска[33].
- 13 января
  - В Италии на острове Сицилия произошла серия извержений вулкана Этна[34].
  - Парламент Таджикистана проголосовал за передачу тысячи квадратных километров спорных территорий Китаю[35].
  - В Осло после объявления приговора суда о депортации Марии Амели, к зданию министерства юстиции пришли тысячи жителей города, чтобы выразить свой протест решению властей[36].
- 14 января
  - Наводнение в Бразилии, вызванное непрекращающимися проливными дождями, унесло жизни свыше 500 человек; из-за угрозы оползней власти приостановили спасательные работы[37].
  - Переворот в Тунисе. Президент Зин аль-Абидин бен Али покинул страну. Временным исполняющим обязанности президента стал премьер-министр Мохаммед Ганнуши[38].
  - В давке во время праздника урожая Макара-санкранти в индийском штате Керала погибли 104 человека[39].
  - Грузия и Конго установили дипломатические отношения[40].
- 15 января
  - Онлайн энциклопедия Википедия празднует свой десятилетний юбилей основания[41][42].
  - В Южном Судане завершился референдум о независимости[43].
  - Спикер парламента Туниса Фуад Мебаза, после решения Конституционного совета, стал временно исполнять обязанности главы государства[44].
- 16 января
  - В Буэнос-Айресе завершилось ралли Дакар 2011, победительницей стала российская команда «КАМАЗ-мастер»[45].
  - Лучшим фильмом года по версии «Золотого глобуса» стала «Социальная сеть»[46].
  - Судно, перевозившее 263 мигрантов, затонуло у берегов Греции. 22 человека пропали без вести[47].
  - На Гаити, после 25 лет изгнания, вернулся бывший диктатор Жан-Клод Дювалье[48].
  - Взрыв на гонконгском топливном танкере Киан Чи в 4 милях от порта Брисбена. Ранены три человека из команды судна[49].
- 17 января
  - В Тунисе создано правительство национального единства, в котором пост премьер-министра сохранил Мохаммед Ганнуши[50][51].
  - В результате наводнения, вызванного ливневыми дождями на Филиппинах, погиб 51 человек[52].
- 18 января
  - В Ираке произошёл крупный террористический акт. Террорист-смертник привёл в действие взрывное устройство возле полицейского участка в Тикрите. Погибло свыше 60 человек, ещё 100 получили ранения различной степени тяжести[53].
- 19 января
  - На XI съезде правящей Коммунистической партии Вьетнама избран новый генеральный секретарь КПВ. Им стал Нгуен Фу Чонг[54].
  - Мощное землетрясение магнитудой 7,4 произошло на юго-западе Пакистана[55].
  - В Ираке произошёл террористический акт. Террорист-смертник привёл в действие взрывное устройство возле полицейского участка в провинции Дияла. Погибло 12 человек, ещё свыше 50 получили ранения различной степени тяжести[56].
  - В России впервые возбуждено уголовное дело против интернет-пользователя за нарушение авторских прав[57].
- 20 января
  - C космодрома Байконур произведён успешный запуск российского метеоспутника «Электро-Л»[58].
  - В Ираке произошёл крупный террористический акт. Террорист-смертник привёл в действие взрывное устройство в городе Кербела. Погибло 50 человек, ещё свыше 150 получили ранения различной степени тяжести[59].
  - В городе Макеевка (Донецкая область, Украина) произошло несколько взрывов. Пострадавших нет[60].
- 21 января
  - Александр Лукашенко официально вступил в должность президента Республики Беларусь в четвёртый раз[61].
  - В Ставрополе совершено массовое убийство 8 человек[62].
- 23 января
  - На президентских выборах в Португалии победил действующий глава государства Анибал Каваку Силва[63].
  - В Центральноафриканской Республике прошёл первый тур президентских и парламентских выборов[64].
  - На юге Пакистана пассажирский автобус столкнулся с бензовозом. Погибли 32 человека, 9 пострадали[65].
  - В Израиле опубликованы выводы расследования комиссии Тиркеля, назначенной для изучения обстоятельств захвата израильскими ВМФ турецкого судна «Мави Мармара», пытавшегося 31 мая 2010 года прорвать блокаду сектора Газа[66].
- 24 января
  - Официально признанный президент Кот-д’Ивуара Алассан Уаттара издал указ, предписывающий запретить на месяц экспорт какао-бобов и кофе, при том, что страна является крупнейшим производителем какао-бобов в мире[67].
  - В результате взрыва в аэропорту Домодедово погибли 36 человек[68], ранены 180 человек[69].
  - 25 человек погибли и около 40 получили ранения в результате взрыва заминированного автомобиля в иракском городе Кербела[70].
- 25 января
  - Государственная дума России окончательно ратифицировала договор об СНВ-3[71].
  - В Египте начались антиправительственные беспорядки, полиция применила слезоточивый газ для разгона демонстрации, участники которой потребовали отставки президента Хосни Мубарака и проведения в стране кардинальных реформ[72].
  - Обрушение крыши в санкт-петербургском гипермаркете «О’Кей». Погиб 1 человек, 14 раненых[73].
- 26 января
  - В швейцарском Давосе открылся 41-й Всемирный экономический форум[74].
  - При взрыве на колумбийской шахте «Ла Пресиоса» погибли до 20 человек[75].
  - В результате взрыва автомобиля в Хасавюрте погибло 4 человека, ещё 6 получили ранения[76].
- 27 января
  - В Йемене начались антиправительственные беспорядки, демонстранты требуют отставки президента Али Абдаллы Салеха и проведения в стране кардинальных реформ[77].
  - Грузия и Сомали установили дипломатические отношения[78].
- 28 января
  - В ответ на непрекращающиеся демонстрации в Египте, президент Хосни Мубарак отправил в отставку правительство и ввёл в стране комендантский час[79].
- 29 января
  - На Сахалине пробурена самая длинная в мире скважина, длиной 12345 метров от острова к нефтяному месторождению Одопту[80].
  - Новым премьер-министром Египта назначен Ахмед Шафик[81].
  - В финале Открытого чемпионата Австралии по теннису в женском разряде Ким Клейстерс одержала победу над Ли На[82].
  - В финальном поединке Кубка Азии по футболу, проходившего в Катаре, сборная Япония одержала победу над сборной Австралии[83].
- 30 января
  - В Роли прошёл Матч всех звёзд НХЛ. Сборная Лидстрёма одержала победу над сборной Стаала со счётом 11:10[84].
  - На XXXI чемпионате мира по хоккею с мячом, завершившемся в Казани, победу в двадцатый раз в истории одержала сборная России[85].
  - Открытие VII Зимних Азиатских игр в Астане[86].
  - На завершившемся в Сиднее Открытом чемпионате Австралии по теннису победу в мужском разряде праздновал Новак Джокович[87].
- 31 января
  - Государственный секретарь США Хиллари Клинтон впервые в истории созвала послов США со всех стран мира[88].
  - В Швеции Чемпионат мира по гандболу среди мужчин завершился второй кряду победой сборной Франции[89].